# Microrégion du Brejo Pernambucano

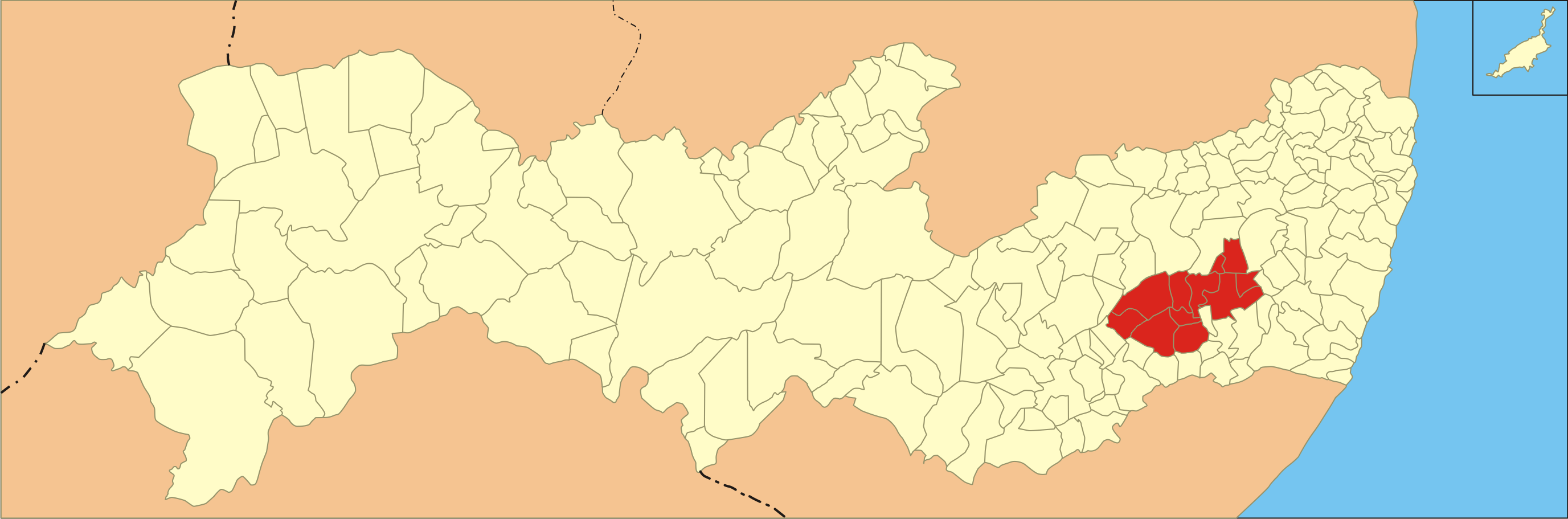
Localisation de la microrégion du Brejo dans l'état de Pernambuco.

La microrégion du Brejo Pernambucano est l'une des six microrégions qui subdivisent l'Agreste de l'État du Pernambouc au Brésil.
Elle comporte onze municipalités.

## Municipalités[1]
- Agrestina
- Altinho
- Barra de Guabiraba
- Bonito
- Camocim de São Félix
- Cupira
- Ibirajuba
- Lagoa dos Gatos
- Panelas
- Sairé
- São Joaquim do Monte